# زعتر نابلسي
الزعتر النابلسي أو الزوبعة هو خلطة من نباتات مختلفة أهمها المردقوش السوري (باللاتينية: Origanum syriacum) (ويسمى أيضًا الزعتر النابلسي أو الزوبعة) وليس جنس الزعتر (باللاتينية: Thymus). خلطة الزعتر النابلسي مشهورة في كافة مناطق بلاد الشام.

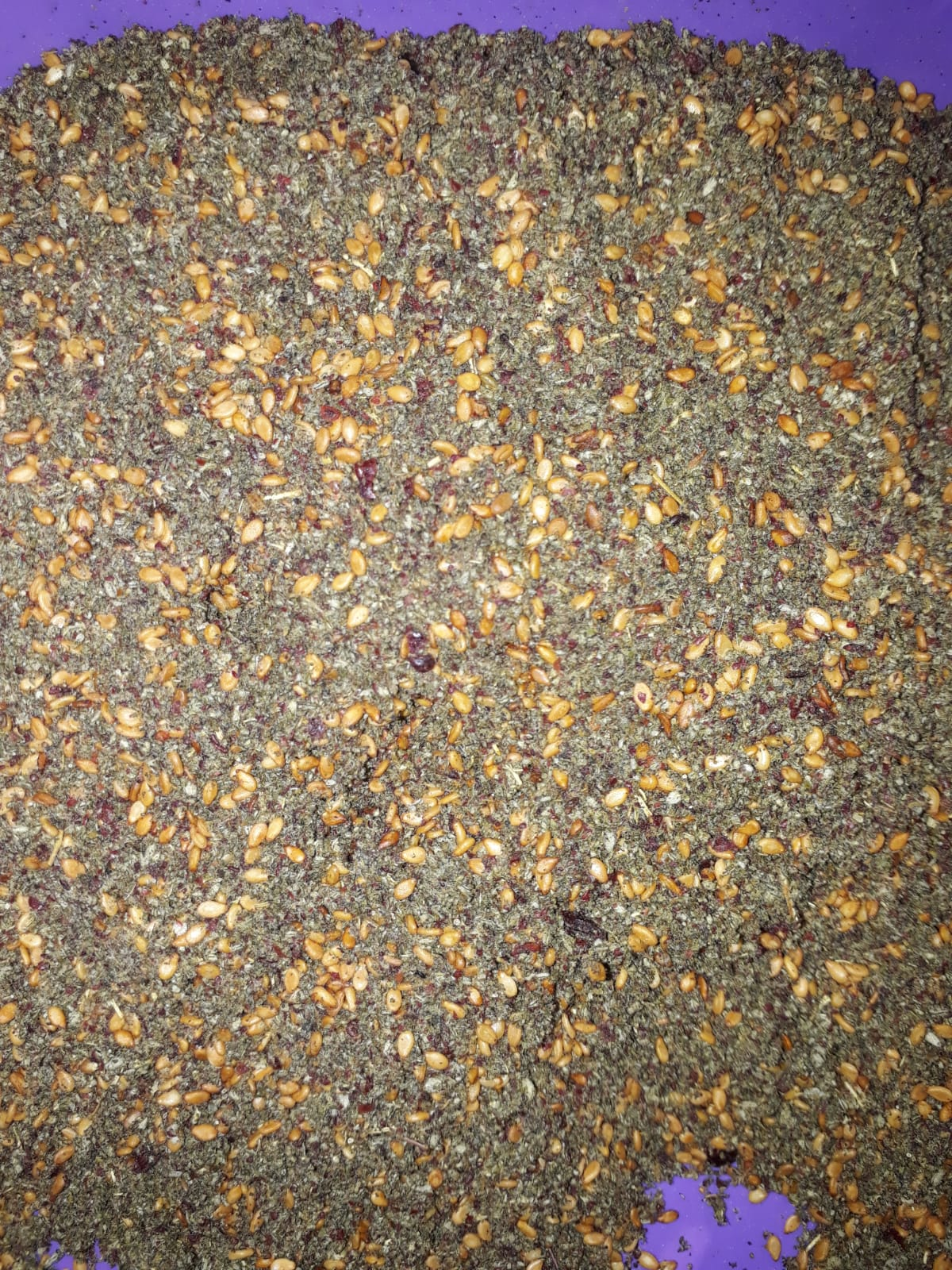
الزعتر النابلسي

تؤخذ أوراق المردقوش السوري وتجفف ثم تطحن ويضاف إليها السمسم والسماق والملح وتوابل أخرى.
يؤكل الزعتر النابلسي بشكل أساسي مع الخبز وزيت الزيتون، وتصنع منه المناقيش. ربما يعود أصل هذه الخلطة إلى نابلس، ولهذا سميت باسمها.

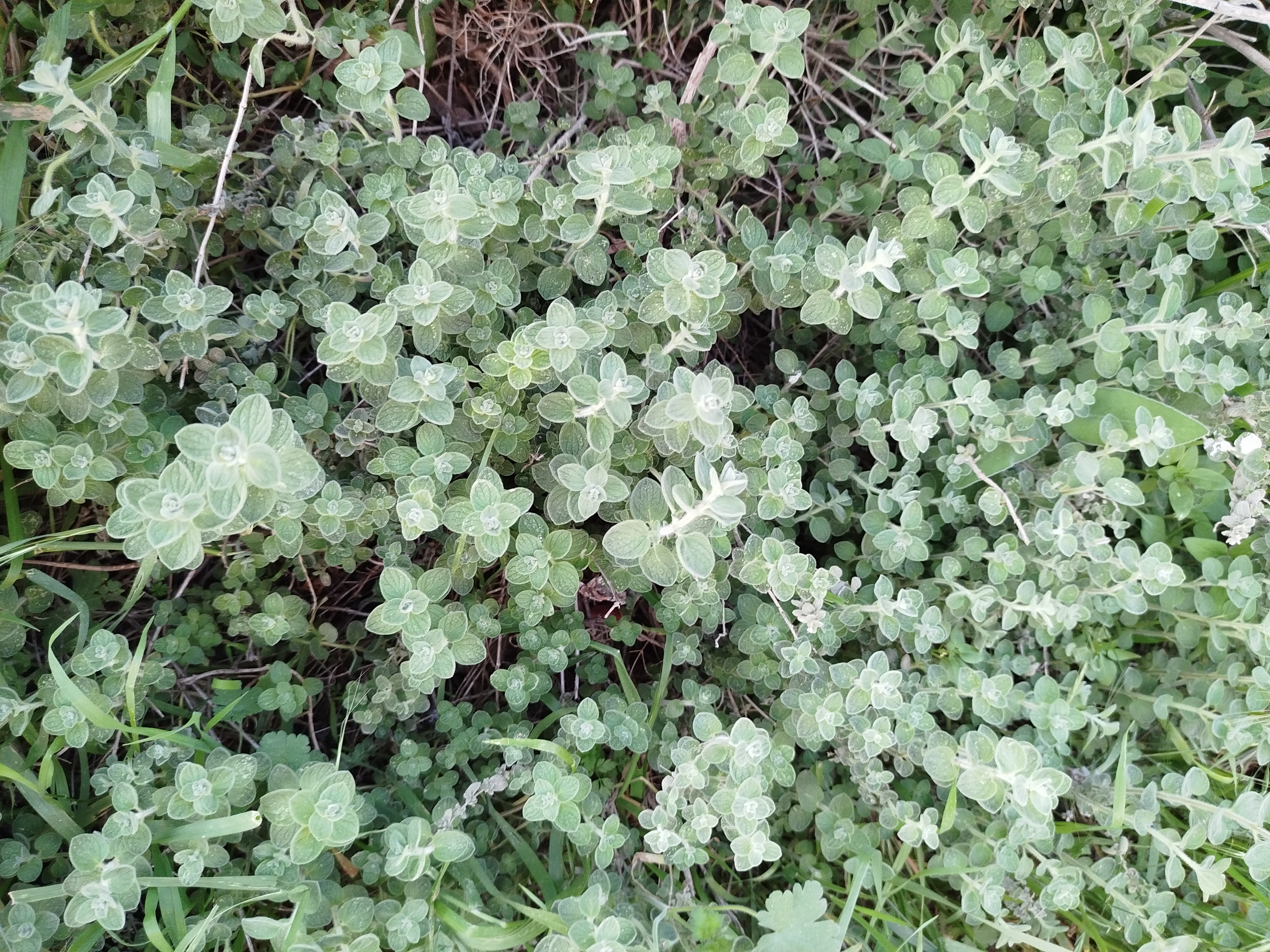
نبات الزعتر الجبلي في فصل الربيع، يستخدم غذاء ودواء

تستعمل أوراق الزعتر النابلسي الطازجة أو المجففة في السلطات والفطائر مع الجبن.
يختلف هذا النبات عن نبات الزعتر (الإبري) المعروف (باللاتينية: Thymus vulgaris) الذي يستعمل في خلطة الزعتر الحلبي.
هناك شبه كبير بين الزعتر النابلسي والمردكوش كونهما يتبعان نفس الجنس.

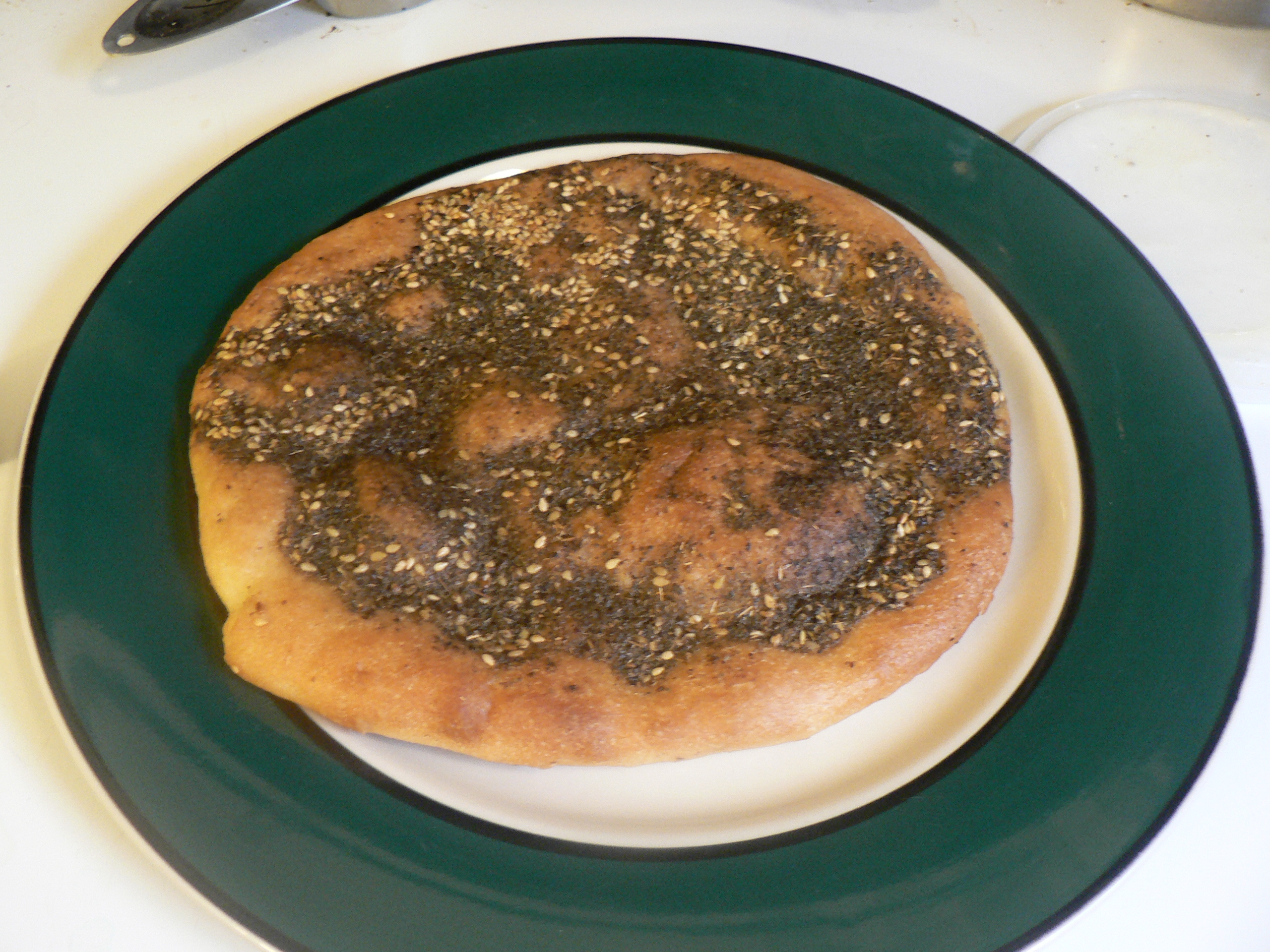
منقوشة زعتر

تسمى جاترة بالغة الكوردية